# ヴァシル・クラヴェツ
ヴァシル・ルスラノヴィッチ・クラヴェツ（Vasyl Ruslanovych Kravets (ウクライナ語: Василь Русланович Кравець  ,  1997年8月20日 - ）は、ウクライナ・リヴィウ州リヴィウ出身のプロサッカー選手。FCヴォルスクラ・ポルタヴァ所属。ポジションはDF。

## 来歴
2010年にFCカルパティ・リヴィウのユースチームに入団。2014-15シーズンにトップチームに昇格し、2015年5月10日の国内リーグのFCチョルノモレツ・オデッサ戦でプロデビュー。
2017年1月24日、スペイン・セグンダ・ディビシオンのCDルーゴに2016-17シーズン終了までのローン移籍に合意。同シーズンは8試合に先発出場し、シーズン終了後の6月12日に完全移籍が決定。以降先発選手に定着した。
2019年1月13日、CDレガネスと2023年までの契約を締結。同月16日のコパ・デル・レイのレアル・マドリード戦で移籍後初出場を先発で出場し、1-0の勝利に貢献した。
2020年9月11日、ポーランド・エクストラクラサのレフ・ポズナンへローン移籍。
2021年7月13日、2021-22シーズンはスポルティング・デ・ヒホンにレンタル移籍をすることが発表された。
2022年9月1日、FCヴォルスクラ・ポルタヴァに移籍した。

## 代表経歴
プロデビュー前の2012年から、各ユース世代のウクライナ代表に選出されており、フル代表デビューが期待されている。